# 1954 en architecture
| Années de l'architecture : 1951 - 1952 - 1953 - 1954 - 1955 - 1956 - 1957    |
| Décennies de l'architecture : 1920 - 1930 - 1940 - 1950 - 1960 - 1970 - 1980 |

Cet article présente les faits marquants de l'année 1954 en architecture.

## Réalisations
- Le Corbusier construit le pavillon du Brésil de la cité universitaire de Paris ainsi que l'assemblée et l'école d'Art de Chandigarh.
- 14 mars : mise en service de la station du métro de Moscou Krasnopresnenskaïa, œuvre des architectes Viktor Eguerev, Mikhail Konstantinov, Félix Novikov, Igor Pokrovski, Karo Halabyan.
- Début de la construction de l'Hôtel de Moscou à Kiev en style Empire staliniste, achevé en 1961, à l'emplacement de la Tour Ginzbourg  détruite en 1941.

## Naissances
- 25 mars : Brigitte Métra, architecte française.
- 20 juillet : Jun Watanabe, architecte japonais.
- Date précise inconnue ou non renseignée :
  - Hans Robert Hiegel (en), architecte allemand.

## Décès
- Salvador Valeri i Pupurull (° 1873).